# Juliette Roux
Vous venez d’apposer le modèle de débat d'admissibilité.
Avant toute chose, veuillez créer la page de débat correspondante en cliquant ici.
- Une fois la page de vote initialisée, rafraîchissez cette page, et le bandeau prendra son aspect définitif.
- Si votre débat d'admissibilité est groupé (le motif et l’argumentation doivent être les mêmes), modifiez cette page pour ajouter au modèle le paramètre « cat » suivi du nom de la page de discussion de l’article pour lequel la page de débat existe déjà (ex. : cat=Discussion:Nom_de_l'autre_article). Ensuite, suivez les nouvelles instructions qui apparaissent.
- Vous pouvez également utiliser le paramètre « type » pour faciliter l’accès aux critères d’admissibilité. Exemple : {{suppression|type=mot-clé}}. Liste des mots-clés existants : fiction, musique, art visuel, fanzine, jeu de société, porno, sportif, association, enseignement, société, site web, route, nombre, (Liste complète ici).

| 1. | Créez la page de débat d'admissibilité.                                                                      | Sauvegardez d’abord la page pour l’initialiser puis indiquez votre motivation.       |
| 2. | Important : ajoutez une entrée dans la section Débat d'admissibilité du jour.                                | Utilisez ce texte : *{{L\|Juliette Roux}}                                            |
| 3. | Pensez à informer les contributeurs principaux de la page et les projets associés lorsque cela est possible. | Utilisez ce texte : {{subst:Avertissement débat d'admissibilité\|Juliette Roux}}~~~~ |

 Juliette Roux  est un des deux personnages principaux du roman français d’Octave Mirbeau, Le Calvaire (1886). Elle est la maîtresse du narrateur, Jean Mintié, et elle lui fait gravir les marches d’un interminable calvaire. Si le prénom, Juliette, évoque tout naturellement l’amoureuse héroïne de Shakespeare, son patronyme, Roux, éveille plutôt des réminiscences du Diable ou de l’enfer. 

## Une femme fatale
Inspirée par le souvenir d’une ancienne maîtresse de Mirbeau, Judith Vinmer, Juliette Roux est une femme de petite vertu, dotée d’une cervelle d’oiseau, mais aussi capable de séduction et d’élans susceptibles de donner à son amant l’illusion de l’amour. Elle est dépensière par inconscience, inapte à la réflexion, incapable d’avoir une conversation sérieuse et dépourvue de toute espèce de goût, mais elle sait aussi préserver certaines apparences et se révèle capable d’exercer sa séduction sur les hommes, qu’elle sait bien manipuler, à l’instar du peintre Joseph Lirat, qui finit par se laisser prendre dans ses rets.

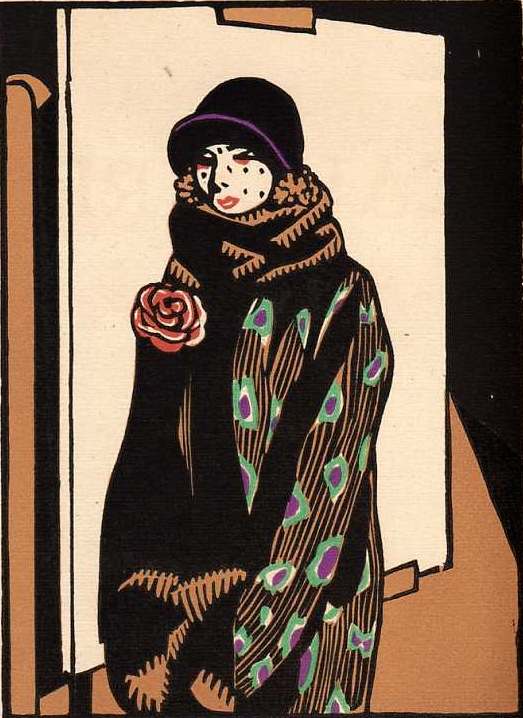
Juliette Roux, par Hermann-Paul, Éditions Mornay, 1928

Juliette Roux est toujours perçue de l’extérieur, par le regard du narrateur, Jean Mintié, dont le récit, évidemment subjectif, nous donne d’elle une vision biaisée. Il est donc impossible de déterminer précisément ce qui, chez elle, relève de l’inconscience d’une écervelée et du machiavélisme d’une femme fatale.

## Une perverse narcissique?
La question de la nature de Juliette Roux vient d’être relancée dans deux nouveaux articles. D’un côté, Amel Abderrahmane explique son comportement à la lumière de Schopenhauer et voit dans l’ennui, combiné au désir, la cause majeure  du comportement erratique du personnage. De l’autre, Philippe Abitbol, sans prétendre apporter une explication scientifique à un personnage de fiction toujours perçu et décrit de l’extérieur, retrouve chez Juliette bien des traits de ce que le psychiatre  Paul-Claude Racamier, un siècle plus tard, qualifiera de  « perversion narcissique »: ne voit-elle pas en  Mintié  une proie attrayante qu’elle entreprend de séduire, avant de la réduire et de la détruire ?